# Roland Christian Grafe
Roland Christian Grafe (* 28. Mai 1952 in Frankfurt am Main) ist ein deutscher Diplomat.

## Leben
Grafe absolvierte nach dem Abitur ein Studium der Sozial- und Wirtschaftswissenschaften an der Philipps-Universität Marburg, der Albert-Ludwigs-Universität Freiburg sowie der Universität Mannheim und war zwischenzeitlich von 1978 bis 1979 Forschungsstudent am Europäischen Hochschulinstitut in Florenz.
1980 erfolgte sein Eintritt in den Auswärtigen Dienst und 1982 nach Ablegung der Laufbahnprüfung eine Verwendung an der Botschaft in Afghanistan, ehe er zwischen 1983 und 1986 an der Botschaft in Myanmar als Presse- und Kulturreferent arbeitete. Nachdem er von 1986 bis 1989 im Auswärtigen Amt in Bonn Referent in der Politischen Abteilung 2 tätig gewesen war, fungierte er zwischen 1990 und 1991 an der Botschaft in Norwegen als Wirtschaftsreferent.
Grafe war von 1992 und 1996 Ständiger Vertreter des Botschafters in Bangladesch sowie danach zwischen 1996 und 2000 stellvertretender Referatsleiter in der Abrüstungsabteilung im Auswärtigen Amt. Nach einer anschließenden Verwendung von 2000 bis 2004 als Ständiger Vertreter des Botschafters auf den Philippinen war er zwischen 2004 und 2006 Ständiger Vertreter des Botschafters in Malaysia. Im Anschluss war er von 2006 bis 2009 Leiter der Wirtschaftsabteilung der Botschaft in der Schweiz sowie zwischen 2009 und 2012 Referatsleiter in der Abrüstungsabteilung des Auswärtigen Amtes in Berlin.
Von 2012 bis 2017 war Grafe Botschafter der Bundesrepublik Deutschland in Brunei.